# Velika regularna loža Slovenije
Velika regularna loža Slovenije, skraćeno VRLS, je tradicionalna slobodnozidarska velika loža u Sloveniji. Osnovana je 2006. godine.
Za razliku od Velike lože Slovenije, ova velika loža formalno ne pripada regularnom ustroju već pripada tradicionalnom ustroju u kojem je vodeći autoritet Velika loža Francuske.

## Povijest
Velika regularna loža Slovenije je proizašla iz Lože "Anton Tomaž Linhart" iz Bleda koja je radila pod zaštitom regularne Velike lože Slovenije te raspuštena u listopadu 2005. godine. Oni su 1. listopada 2006. osnovali još dvije lože u Ljubljani, "Baron Jurij Vega" i "Simon Gregorič". U prvo vrijeme Velika regularna loža je bila dio Visokog masonskog vijeća (engl. Masonic High Council), međunarodne organizacije iz Engleske, te se predstavljala i kao Visoko masonsko vijeće Slovenije. U Ljubljani 2009. godine je osnovana četvrta loža, Loža "Kralj Solomon". Loža "A. T. Linhart" je prestala s radom 2010. godine ali ju je zamijenila Loža "Concordia". Iste godine su sudjelovali u formiranju međunarodne masonske organizacije SOGLIA. Godine 2013. osnovana je Loža "Piramida" 2013. u Mariboru.
Velika regularna loža Slovenije je 2014. godine prešla pod "francuski regularni ustroj" uz pomoć Velike nacionalne lože Srbije. Svjetlo u ovu veliku ložu je 20. listopada 2014. godine unijela Velika loža Francuske. U 2018. godini su onovane još dvije lože, Loža "Libertas" za područje Dolenjska, te deputacijsku Ložu "Sunce" za Sjevernu Makedoniju. U ožujku 2018. godine Velika loža je organizirala ICUGL konferenciju u Ljubljani. Ova velika loža je 9. studenoga 2022. godine u Zagrebu "unijela svjetlo" u Veliku regularnu ložu Hrvatske.
Skopska Loža "Sunce" i još dvije lože su 2023. godine formirale Veliku regularnu ložu Sjeverne Makedonije.
U travnju 2024. godine u Beogradu su Velika regularna loža Slovenije, Velika nacionalna loža Srbije, Velika regularna loža Hrvatske i Velika regularna loža Sjeverne Makedonije potpisali sporazum o međusobnoj zajedničkoj suradnji.

## Ustroj
Sjedište Velike regularne lože Slovenije je u Ljubljani.
Do ožujka 2024. godine nije zabilježeno da je ova velika loža, pod navedenim imenom, registrirana kao nevladina udruga u Sloveniji.

### Lože
U rujnu 2022. godine u sastavu ove velike lože nalazilo se sedam loža, od toga su tri u Ljubljani, po jedna u Mariboru te pokrajinama Dolenjska i Gorenjska.
- Loža "Baron Jurij Vega" br. 2, Ljubljana – nosi naziv po barunu Juriju Vegi, matematičaru, artiljercu i masonu.
- Loža "Simon Gregorčič" br. 3, Ljubljana – nosi naziv po pjesniku Simonu Gregorčiču.
- Loža "Kralj Salomon" br. 4, Ljubljana – nosi naziv po Salomonu, trećem kralju Izraela i Židova prema Bibliji.
- Loža "Concordia" br. 5[c] – nosi naziv po prvoj loži na slovenskom području utemeljenoj 1773. godine; djeluje u pokrajini Gorenjska.
- Loža "Piramida" br. 6, Maribor – nosi naziv po piramidi, geometrijskom tijelu; djeluje u pokrajini Štajerska.
- Loža "Libertas" br. 7[c] – nosi naziv po latinskoj riječi za slobodu te po Libertas, božici i personifikaciji slobode u rimskoj mitologiji; djeluje u pokrajini Dolenjska.

Pod zaštitom ove velike lože radila je i:
- Loža "Anton Tomaž Linhart" br. 1, Bled – nosila je naziv po književniku i povjesničaru Antonu Tomažu Linhartu, a radila je od studenog 2006. do 2010. godine.[5]
- Loža "Sunce" (Loža "Sonce") br. 8, Skoplje – deputacijska loža koja nosi naziv po Suncu, zvijezdi u centru Sunčevog sustava. Godine 2023. s još dvije lože formirala je Veliku regularnu ložu Sjeverne Makedonije.[9]

### Uprava
Velikom regularnom ložom Slovenije upravlja veliki majstor (slov. veliki mojster) koji se bira na trogodišnje razdoblje.
- Aleksander Klinar (oko 2008.)[2]
- Otmar Zorn (oko 2010.)[12]
- Boris Osti (oko 2011.)
- Dušan Mikuš
- Nedjan Brateševec (oko 2018.)[5]
- J. P. (oko 2024.)

### Međunarodna suradnja
Velika regularna loža Slovenije je članica tri međunarodna saveza:
- Društvo velikih loža u savezu (SOGLIA), od 2010.[13]
- Međunarodne konfederacije ujedinjenih velikih loža (ICUGL)
- Udruga za slobodnozidarsku arhitekturu i baštinu (AAPM)[14]

### Obred
Primarni masonski obred Velike regularne lože Slovenije je Drevni i prihvaćeni škotski obred. Velika loža upravlja simboličkim stupnjevima plave lože (učenik, pomoćnik i majstor) i delegira upravljanje visokim stupnjevima na dodatna tijela i redove.

## Pridružena tijela i redovi
Upravljanje visokim stupnjevima Velika regularna loža Slovenije provodi kroz pridružena tijela i redove od kojih svaki predstavlja jedan obred a na temelju potpisanih konkordata.
- Vrhovni savjet Drevnog i prihvaćenog Škotskog obreda za Sloveniju (sloven. Vrhovni svet Starega in sprejetega škotskega reda za Slovenijo) – nadležan za rad Drevnog i prihvaćenog škotskog obreda.

### Škotski red
Vrhovni savjet Drevnog i prihvaćenog Škotskog obreda za Sloveniju osnovan je 9. travnja 2016. godine uz pomoć Vrhovnog savjeta Francuske.
Vrhovni zapovjednik (ekvivalent velikom majstoru) bio je Otmar Zorn (oko 2018.).